# WISEPA J041022.71+150248.5
WISE 0410+1502 (tên đầy đủ WISEPA J041022.71+150248.5) là một sao lùn nâu thuộc lớp phổ Y0, nằm trong chòm sao Kim Ngưu. Cách Trái Đất khoảng 20,4 năm ánh sáng, nó là một trong các láng giềng gần nhất của Mặt Trời, đặc biệt khi lấy theo giả định thị sai của Marsh et al., tương ứng với khoảng cách gần hơn, chỉ khoảng 14 năm ánh sáng.

## Lịch sử quan sát

### Khám phá
WISE 0410+1502 được phát hiện năm 2011 từ dữ liệu được vệ tinh quỹ đạo Trái Đất tầm thấp WISE (Kính viễn vọng không gian bước sóng hồng ngoại 40 cm (16 in) của NASA) thu thập trong nhiệm vụ kéo dài từ tháng 12 năm 2009 đến tháng 2 năm 2011. WISE 0410+1502 có hai bài báo công bố phát hiện của Kirkpatrick et al. (2011) và của Cushing et al. (2011), tuy nhiên, về cơ bản chúng là của cùng một nhóm tác giả và công bố gần như đồng thời.
Kirkpatrick et al. trình bày phát hiện 98 hệ thống lùn nâu mới được WISE tìm thấy, với các thành phần của các loại quang phổ M, L, T và Y, trong số đó có WISE 0410+1502.
Cushing et al. trình bày phát hiện 7 hệ thống lùn nâu - một thuộc loại T9.5 và sáu thuộc loại Y – các thành viên đầu tiên của lớp phổ Y, được phát hiện và xác nhận bằng quang phổ, bao gồm cả "thành viên nguyên mẫu" của lớp phổ Y WISE 1828+2650, và WISE 0410+1502. Bảy thiên thể này cũng là 7 lùn nâu mờ nhất trong số 98 hệ thống lùn nâu được trình bày trong Kirkpatrick et al. (2011).

## Khoảng cách
Hiện tại ước tính khoảng cách chính xác nhất của WISE 0410+1502 là thị sai lượng giác được Beichman et al. công bố năm 2014: 0,160 ± 0,009 giây cung, tương ứng với khoảng cách 6,3 +0,4
−0,3 pc hoặc 20,4 +1,2
−1,1 năm ánh sáng.

## Chuyển động không gian
WISE 0410+1502 có chuyển động riêng lớn, khoảng 2419 mili giây cung mỗi năm. Lùn nâu WISE 0410+1502 nằm trong khoảng không trống rỗng địa phươg có bề ngang 6,5 parsec, trong đó có tương đối ít sao và sao lùn nâu.

## Nhiệt độ
Ước tính nhiệt độ của thiên thể này là 450 (400-500) K.